# Парад Санта-Клауса в Торонто
Парад Санта-Клауса в Торонто, також відомий як The Original Santa Claus Parade — парад Санта-Клауса, який проводиться щорічно в третю неділю листопада в Торонто, Онтаріо, Канада. Щороку парад відвідує понад півмільйона людей.
Вперше проведений у 1905 році, це один із найбільших парадів у Північній Америці, найстаріший парад Санта-Клауса у світі та один із найстаріших щорічних парадів у світі. Його нинішній маршрут становить майже 5,6 км, проходить від Крісті-Пітс уздовж вулиці Блур-Стріт-Вест, на південь по Авеню-роуд/Квінз-Парк-Кресент/Університет-авеню до Фронт-Стріт-Вест і на схід уздовж Фронт до ринку Св. Лаврентія.

## Історія

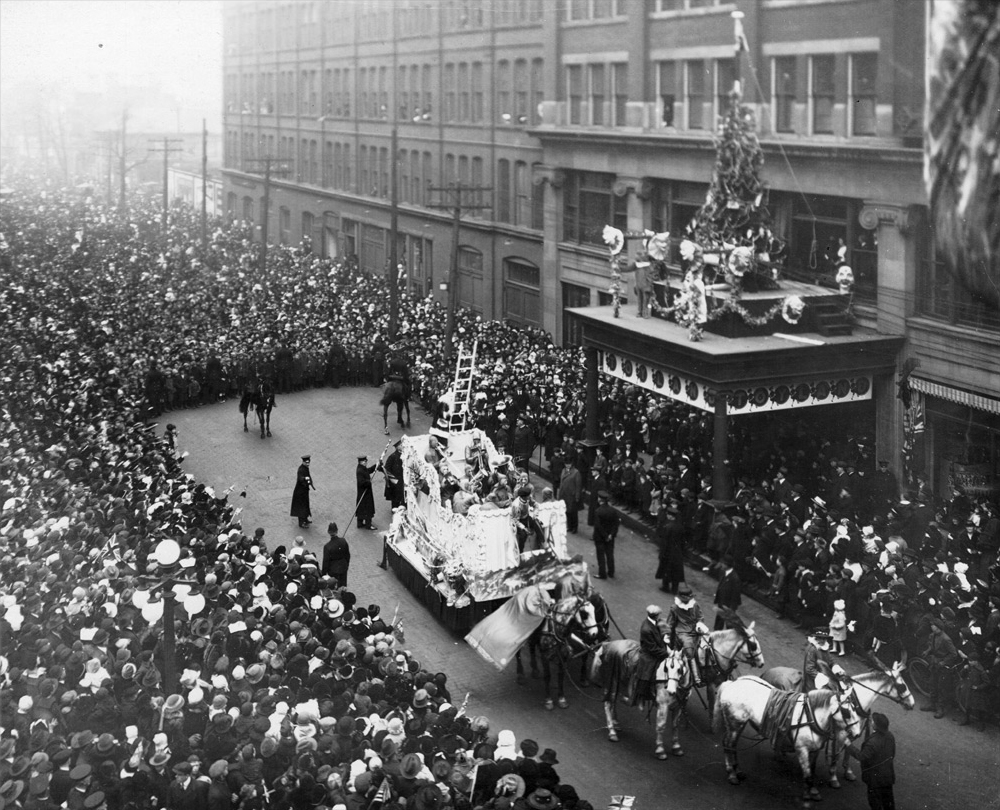
Санта готує свою драбину, щоб піднятися до магазину Eaton під час параду Санта-Клауса 1918 року

Ідея параду виникла на основі попередньої рекламної акції мережі універмагів Eaton 2 грудня 1904 року, коли Санта йшов від станції Юніон до магазину Eaton у центрі Торонто на Квін-стріт. Перший офіційний парад Санта-Клауса в Торонто відбувся 2 грудня 1905 року з одним парадом. Спонсорований Eaton's, Санта Клаус був зібраний на Union Station і доставлений до магазину Eaton's у центрі Торонто. З кожним роком парад зростав і збирав численні натовпи.
З 1910 по 1912 рік парад починав свою подорож у Ньюмаркеті в п'ятницю вдень, зупиняючись на ніч у Йорк-Міллс, а потім продовжував рух на південь уздовж Йонг-стріт до центру міста Ітон в Торонто в суботу вдень.
Для параду 1913 року Eaton привіз північних оленів з Лабрадору, щоб вони тягнули сани Санти. До 1915 року за парадом слідував Санта-Клаус, який проводив суд у Массі-Холлі, де він зустрічався з 5000 дітьми.
До 1917 року на параді брали участь кілька кораблів, а в 1919 році Санта прибув до міста на літаку. З 1925 року до кінця 1960-х роки з параду повторно використовувалися в Монреалі, де компанія Eaton проводила паради Санта-Клауса з 1909 року. Цю домовленість було скасовано в 1969 році через загрози бомбардування з боку Фронту визволення Квебеку та не відновлювалося, доки її не відновила в 1990-х роках Défilé du Père Noël, бізнес-асоціація в центрі Монреаля, відома французькою як Défilé du Père Noël. У 1909 році компанія Eaton також запустила парад Санта-Клауса у Вінніпезі, Манітоба. У 1965 році компанія Eaton продала Вінніпезький парад Вінніпезькому клубу пожежників, і він продовжує працювати як громадський парад донині, але тепер ним керує Winnipeg Jaycees.

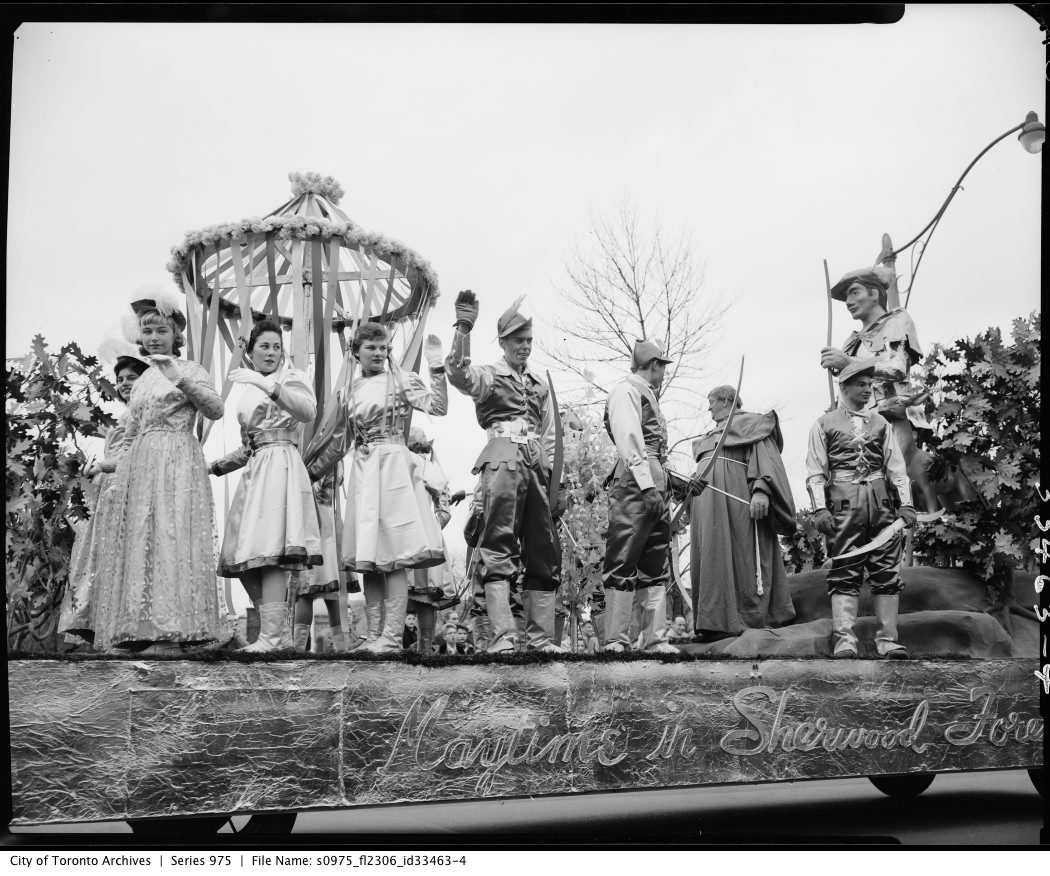
Поплавок на параді 1956 року

Починаючи з 1947 року, щороку на параді бачили повторюваного персонажа, Панкінхеда. Панкінхед був персонажем серії книжок оповідань, які продавала Eaton's. До 1950-х років парад у Торонто був найбільшим парадом Санта-Клаусів у Північній Америці. Eaton продовжував оплачувати парад, який використовувався для просування свого роздрібного бізнесу. Відділ товарної експозиції компанії цілий рік працював у службовій будівлі Eaton's Sheppard та Highway 400, щоб виготовляти костюми та виготовляти поплавки та механізовані вікна. У 1952 році парад вперше транслювався телеканалом CBC, а в 1970 році відбулася перша кольорова трансляція.
Зв'язок Eaton's з парадом закінчився у 1982 році й ледь не призвів до припинення параду. Голова Metro Пол Годфрі очолив кампанію «Врятуйте наш парад», і незабаром після цього група бізнесменів на чолі з Роном Барбаро та Джорджем Кохоном за допомогою 20 корпоративних спонсорів згуртувались, щоб врятувати парад. Кохон пішов з організації параду у 2014 році. Сьогодні парад фінансується різними корпоративними спонсорами (включно з McDonald's, Canadian Tire, Lowe's, The Walt Disney Company, Toys R Us, Mattel і Tim Horton's), які представлені в платформах. У 1983 році парад клоунів знаменитостей розпочався і залишається традицією параду досі.

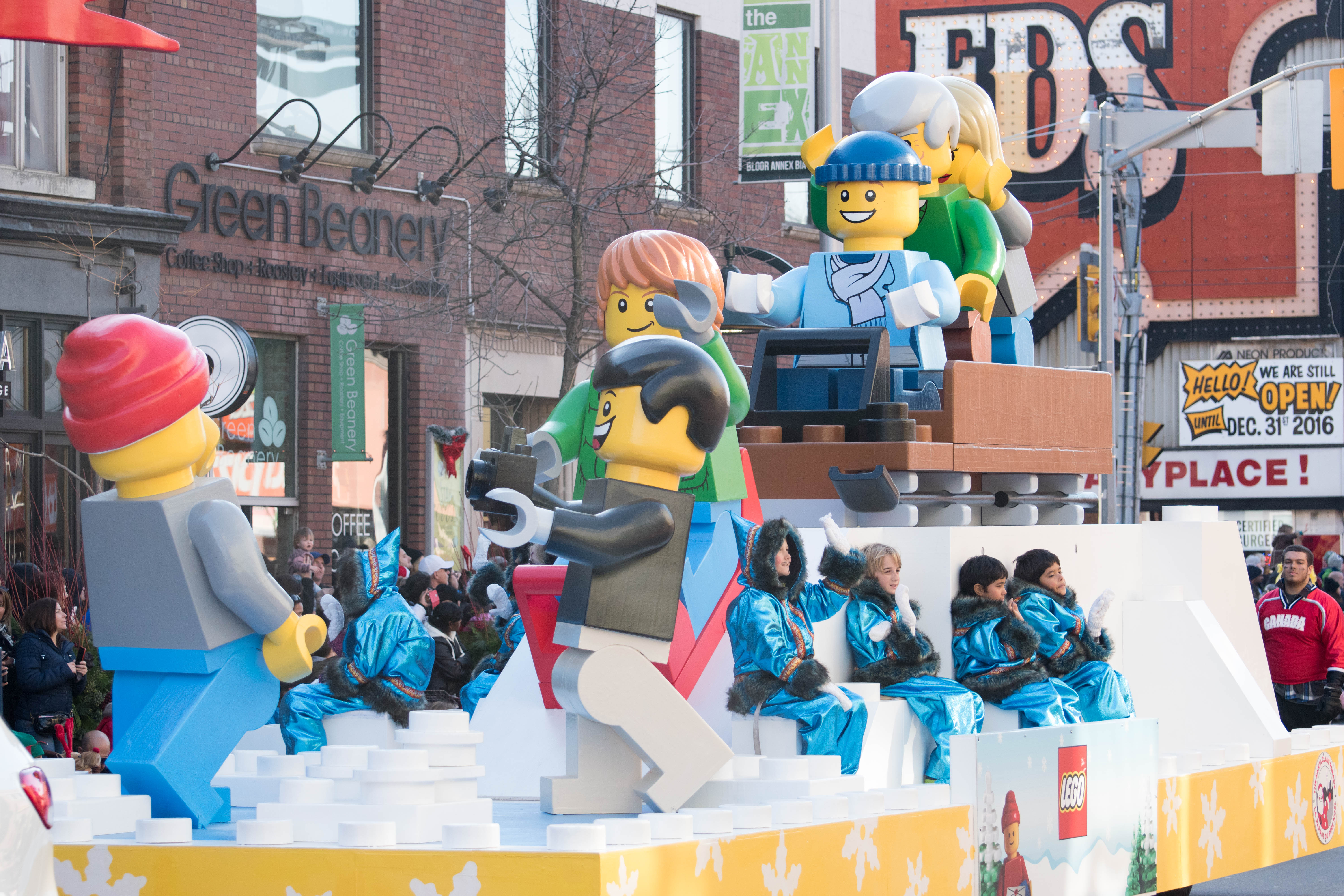
Конструктор Lego на параді 2015 року

У 2011 році маршрут параду перемістився в південний бік від Yonge Street, через Dundas Street West, до Avenue Road, Queen's Park Crescent та University Avenue, завершуючись біля ринку Святого Лаврентія; зміна була зроблена, щоб забезпечити більше місця для платформ і глядачів. У 2019 році маршрут змінився і починався зі східної частини міста в районі Блур і Парламенту через будівництво на його звичайній початковій точці.
Через пандемію COVID-19 у Торонто парад 2020 року був скасований як публічний захід. Версія параду, призначена лише для трансляції, була знята в канадській країні чудес у Воні. Він вийшов в ефір 5 грудня 2020 року та включав музичні виступи Меган Трейнор, Shaggy та Доллі Партон. Парад у 2021 році знову буде лише транслюватися; організатори заявили, що буде складно з матеріально-технічної точки зору забезпечити дотримання вимог Онтаріо щодо вакцинації проти COVID-19 і вимог соціального дистанціювання під час такого масштабного заходу, а також послалися на проблеми з безпекою через те, що діти віком до 11 років ще не мають права на вакцинацію проти COVID-19. Повернення до публічного параду було обіцяно у 2022 році.

## Мовлення
З 1952 по 1981 рік телебачення CBC транслювало парад. Парад транслювався на радіо CFRB з 1930-х по 1950-ті роки, а потім на радіо CBC. CHFI-FM є нинішнім радіомовником, який перейшов у 1980-х роках від CBC Radio. У 1973 році парад отримав свою першу франкомовну телевізійну трансляцію на Télé-Métropole. Ведучими трансляції були ляльки з франкомовного дитячого серіалу Nic et Pic.
Global проводив парад у Канаді та зробив свою стрічку доступною в кількох інших країнах, включаючи Нову Зеландію, Ірландію та Норвегію, головним чином телекомпаніями, які належали материнській компанії Global CanWest або були афілійовані з нею між 1984 і 2009 роками.  6 квітня 2010 року було оголошено, що CTV придбала права на парад, а трансляція транслювалася на CTV і CP24.
У Сполучених Штатах Парад Санта-Клауса в Торонто був одним із кількох, які раніше показувала CBS як частину спеціального випуску Всеамериканського параду до Дня подяки, який містив висвітлення параду Macy's до Дня подяки в Нью-Йорку, а також попередньо записані репортажі з інших великих святкових парадів до Різдва та Дня подяки в Сполучених Штатах. Відтоді цей аспект було вилучено, і спеціальний випуск служив лише як неофіційна телетрансляція параду Macy's.

## Закриття доступу та транзиту
Вулиці навколо центральної частини міста закриті приблизно з 8:00 до полудня дня параду. Хоча деякі паркування доступні, організатори закликають глядачів користуватися громадським транспортом. Станції метро GO Transit (через Union Station) і Toronto Transit Commission забезпечують доступ до маршруту параду.